# Erez Majerantz
Erez Majerantz (* 1980 in Ramat Gan) ist ein israelischer Schriftsteller und Dramatiker.

## Biografie
Majerantz ist in Ramat Gan aufgewachsen als Sohn einer in Bagdad geborenen Mutter und eines Vaters mit osteuropäischer Herkunft. 2004 hat er an der Bar-Ilan-Universität den Bachelor-Abschluss in Philosophie und vergleichende Literatur erhalten.
2006, im Alter von 25 Jahren, wurde sein Kurzspiel Shkembe – eine Komödie aufgeführt. Es handelt von einer vegan lebenden jungen Frau, die langsam von einer Veganerin zu einer Kannibalin wird. Von 2008 bis 2009 schrieb er eine satirische Kolumne sowie eine Reihe von Sketchen. Von 2013 bis 2014 war er Moderator einer Radiosendung. 2014 bis 2016 wurden noch drei seiner Stücke in Israel aufgeführt, danach zog er nach Berlin.
In seinen Werken behandelt Majerantz die Kluft zwischen der Wissenschaft und dem Rationalen einerseits und der Mystik und dem Emotionalen andererseits. Ein weiteres Motiv ist der Kampf des Individuums mit der Gesellschaft, vor allem das Schicksal der Künstler und Intellektuellen gegenüber der Masse sowie das Leben an den Rändern der Gesellschaft.
Zu Majerantz Einflüssen zählen neben den Dramatikern Bertolt Brecht, Hanoch Levin, Eugène Ionesco und Samuel Beckett die Schriftsteller Jorge Luis Borges, Günter Grass, Milan Kundera, Kurt Vonnegut, Heinrich von Kleist und Franz Kafka. Auch die jüdische Tradition, das Christentum, Motive aus der Populärkultur und Elemente aus der alternativen Rockmusik haben ihn beeinflusst. Zusammen mit dem Maler Dan Alon schuf er die Graphic Novels „Tharaphie Taxi“ und „Euro-Bar“. Er ist der Entwickler des Drama-Sophia-Genres, einer Adaption von Philosophiebüchern für die Bühne unter Verwendung einer allegorischen Figur. Die erste Drama-Sophia, „Die Kritik der Vernunft“ über die Philosophie von Immanuel Kant, wurde in Berlin vorgestellt. Zudem ist er Musikproduzent und Texter der Underground-Punkband Dysfunction.

## Theaterstücke
- „Shkembe“, Tsavta Theater (2006)
- „Kletterpflanzen“, Karov Theater und Habimah, Israelisches Nationaltheater (2014)[2]
- „Reaction“, Israel Festival (2014)
- „Abutbul Konzern“, Karov Theater (2016)
- Taxi Theaphie, Artspring Berlin (2021)
- Kritik der Vernunft, Tak Berlin (2023)

## Publikationen
- Das Kind mit den roten Haaren, (Kurzer Text), karussell, Literaturhaus Wuppertal  2024
- Allgemeine Feindseligkeit, (Kurzgeschichte) Neolith, Universität Wuppertal 2024
- Reaktion, Mono-Trauma - (Monodrama), AphorismA Verlag, Berlin, 2024
- Das Leben an sich ist das geringste aller Übel, AphorismA Verlag, Berlin, 2020, ISBN  978-3-86575-077-8
- Therapie Taxi (Comics mit Dan Allon) HumDrum Verlag, New-York, 2020 (Englisch)[3]
- La vida es la mejor de las malas opciones: 7 cuentos y una novela (Spanisch) 2019
- Arcangel Robin, Bandit magazine, Großbritannien 2018.(Englisch)[4]
- „End of the natural killing“. The write launch magazine, (Englisch) (2018)[5]
- „Robin der Engel“ Kurzgeschichte: A-Bulletin Magazine, no. 22. Aphorisma Verlag, Berlin (2017)
- Eine ganz persönliche Relativität. Kurzgeschichte, Bombay Review, (Englisch) Indien, Juni 2016